# San Pablo Atlazalpan
San Pablo Atlazalpan es uno de los doce pueblos situados en Chalco, Estado de México, México.Se ubica al oriente de Mixquic en el sureste de la entidad mexiquense. Atlazalpan quiere decir  “Sobre la caída de agua”.

## Historia

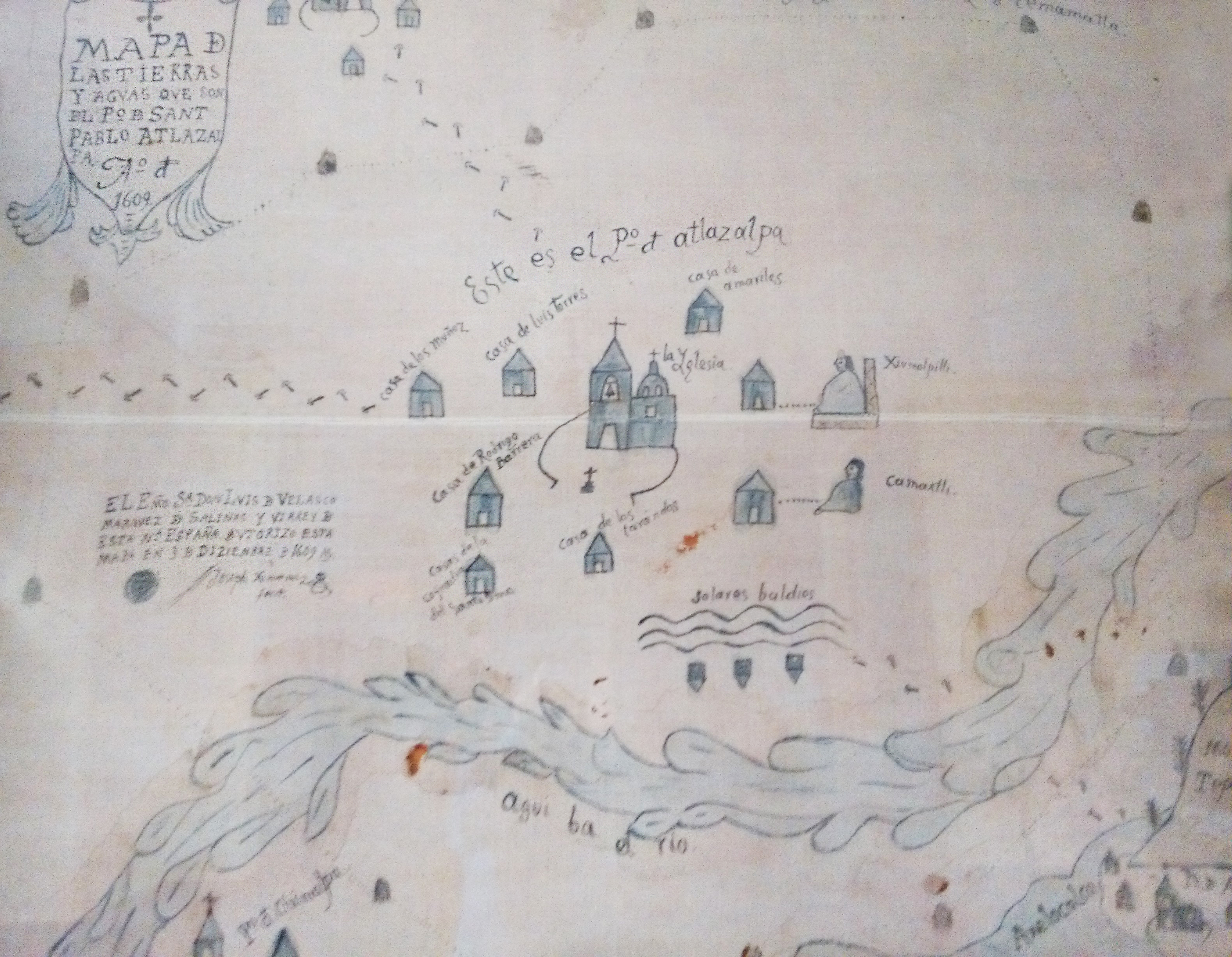
Mapa de San Pablo Atlazalpan, autorizado por el Virrey Luis de Velasco (Año 1609), actualmente se encuentra exhibido en el interior de la iglesia central de la población.

San Pablo Atlazalpan cuenta con una iglesia principal cuya época de construcción data del siglo XVIII, le fue restaurada el interior en 1982.
La fachada de panteón Reforma,  fue construida en agosto de 1906.
En el caso de la ex-hacienda de Axalco se ignora la fecha de edificación.

### Fiestas, Danzas y Tradiciones
La población tiene distintas fiestas patronales al año, pero la principal es la que se celebra el día 29 de junio en honor a San Pedro y San Pablo, santos por parte de la Iglesia católica.
También en el mes de diciembre se realiza La Feria del Tamal, festividad que durante 1 semana reúne a elaboradores del platillo típico mexicano llamado Tamal, con el fin de ganar un concurso anual al mejor preparado, así como para venderlo a comensales de la región que se dan cita en esta celebración.

## Controversias entre la religión en Atlazalpan
En 1979, llegó a San Pablo Atlazalpan un párroco llamado Adolfo Zamora, el cual prohibió a las mujeres ingresar a la iglesia de San Pedro y San Pablo vestidas con pantalones, faldas cortas o con la cabeza descubierta. 
Las medidas del sacerdote ocasionaron que desde entonces los habitantes se enfrascaran en una lucha religiosa. Hace diez años 90 ciento de la población profesaba la fe católica y ahora sólo 10.
El conflicto se inició cuando el sacerdote implantó en la parroquia el "usus antiquor" o Misa según el Rito Tridentina (rito anterior a las reformas del Concilio Vaticano II), tanto en la Misa como en sacramentos, incluyendo esto las costumbres de la feligresía católica. 
En cuanto a estas últimas, dos de los aspectos más notorios son: el retorno al uso obligatorio de la "sevillana" o velo para cubrir la cabeza de las mujeres estando dentro de la iglesia, así como el uso de faldas y demás ropa considerada adecuada y decente para estar en el culto católico. 
La segunda diferencia notoria entre la corriente "tradicionalista" y "modernista" es la división entre hombres y mujeres dentro del edificio parroquial durante la misa y otros servicios de culto. 
Principalmente estas dos normas dividieron a la feligresía en las dos corrientes antes mencionadas: la de los católicos renovados o "modernistas", que están en comunión  con la Iglesia Romana, utilizando el "Novus Ordo Missae" o Nuevo Ordinario de la Misa, implantado por Pablo VI; y los "Tradicionalistas", los católicos que se apegan a los ritos y costumbres anteriores al Novus Ordo Missae. 
Ante la necesidad de llevar a cabo su culto, el grupo de los "renovados" improvisó una capilla en una vivienda, ubicada en la calle Independencia esquina con Hidalgo. 
El grupo fue asistido espiritualmente por sacerdotes diocesanos de otras localidades. 
Los dos grupos religiosos tomaban para sus respectivos centros de culto el mismo nombre: Iglesia de San Pedro y San Pablo de los Santos.
En la iglesia tradicional oficiaba Antonio Rodríguez y en la otra Francisco Sánchez González. La diócesis de Nezahualcóyotl desconoció la comunidad tradicional y en 1985 otorgó el grado de capilla a la casa particular.
Las obras públicas se encontraban sin funcionar, pues los pobladores pertenecientes a diversos grupos religiosos, rechazaban toda propuesta de sus opositores, incluso, la división llegó a los propios miembros de las familias.
Debido al ambiente religioso que se vivía en la localidad, en la primera década del milenio otras iglesias  como la Evangélica, la Pentecostal y la de los Santos de los Últimos Días (mormones), comenzaron a ganar adeptos, aprovechando la coyuntura. El conflicto llegó a su fin en agosto del 2004,  donde cuerpos policiacos entraron a la iglesia (en posesión del grupo Tradicional) de forma agresiva y violenta, otorgándosela así al grupo Modernista. 
Actualmente el grupo tradicionalista permanece en el pueblo, en una iglesia construida por ellos mismos.

## Demografía
En la localidad hay 5164 hombres y 5374 mujeres. La relación mujeres/hombres es de 1.041. El ratio de fecundidad de la población femenina es de 2.28 hijos por mujer. El porcentaje de analfabetismo entre los adultos es del 3.5% (2.21% en los hombres y 4.75% en las mujeres) y el grado de escolaridad es de 8.02 (8.40 en hombres y 7.66 en mujeres).

|  |  |
|  |  |
|  |  |
|  |  |